# Rashid Amran
Rachid Amrane (Árabe: رشيد عمران‎) (Mostaganem, 15 de março de 1974), é um futebolista argelino que atua como atacante. Atualmente, joga pelo ES Mostaganem.
Na temporada de 2005/06, foi artilheiro da Qatar Stars League com 16 gols, atuando pelo Al Ittihad Doha.